# The Midnight Meat Train
The Midnight Meat Train is een Amerikaanse horrorfilm uit 2008 onder regie van Ryûhei Kitamura. Deze baseerde het verhaal op dat uit een gelijknamig kort verhaal van schrijver Clive Barker, dat te vinden is in het eerste deel van zijn Books of Blood-serie. Hoofdrollen worden vertolkt door Bradley Cooper, Leslie Bibb, Vinnie Jones, en Brooke Shields.
De film won zowel de publieks- als de juryprijs op het Franse Festival de Gérardmer - Fantastic'Arts.

## Verhaal

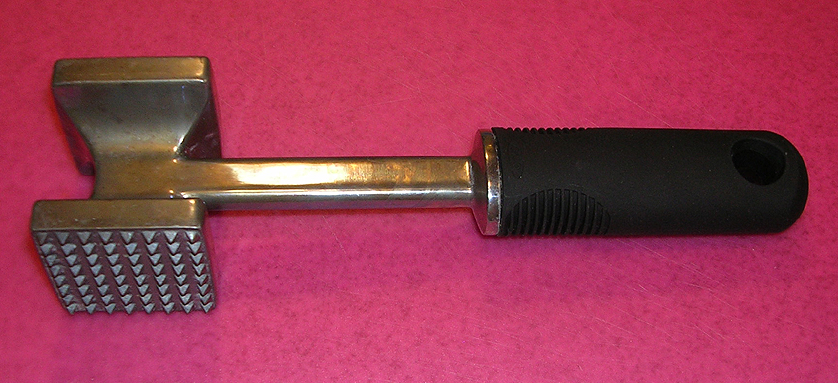
Mahogany's favoriete moordwapen, de vleeshamer

Leon is een ambitieuze fotograaf die vrijwel altijd zijn fototoestel bij zich draagt. Hij wil graag opgenomen worden in het bestand van kunstgaleriehoudster Susan Hoff. Hij krijgt hier de kans toe als zijn vriendin Maya een ontmoeting met haar weet te regelen dankzij de met haar bevriende Jurgis. Leon laat haar de foto's zien die hij eerder maakte op het treinstation. Erika Sakaki werd daar bijna aangerand door een jeugdbende, maar Leon voorkwam dit toen hij ze liet merken dat hij alles fotografeerde en dat ze bovendien recht voor een beveiligingscamera stonden. Hoff vind zijn foto's erg interessant en belooft hem een expositie van zijn werk te organiseren als hij nog minimaal twee van dergelijke rauw-realistische plaatjes kan schieten.
Leon leest de volgende dag in de krant over het verdwijnen van Sakaki, nadat hij haar in de laatste trein van die dag zag stappen. Op de foto's die hij van haar maakte toen ze instapte, is ook een hand te zien met dezelfde ring die hij zag toen hij de nors kijkende, in een keurig pak geklede Mahogany fotografeerde. Hij besluit terug te gaan naar het treinstation en ontdekt daar dat Mahogany niets minder dan een ijskoude seriemoordenaar is die elke dag de laatste trein pakt om daarin de laatste passagiers met een vleeshamer compleet aan stukken te slaan. Mahogany heeft op zijn beurt binnen de kortste keren door dat de fotograaf hem achtervolgt.
Er blijken vreemde zaken gaande. Wanneer Leon op onderzoek uitgaat, komt hij erachter dat er de laatste jaren honderden mensen verdwenen zijn tijdens het nemen van de laatste trein. Alleen is van geen enkele van hun lichamen ooit het minste spoor teruggevonden. De machinist van de laatste trein blijkt daarbij op de hoogte te zijn van Mahogany's daden en ook nog eens actief te voorkomen dat iemand hem stopt. Wanneer Leon op een nacht in een trein met Mahogany zit om hem te fotograferen, vreest hij dat zijn laatste uur geslagen heeft als 'de slager' hem ziet. Deze komt inderdaad achter hem aan en krijgt hem ook te pakken. Leon wordt de volgende morgen niettemin gezond en wel wakker op het station, terwijl Mahogany 'alleen' een markering in zijn borst gesneden heeft.
Leon raakt steeds meer geobsedeerd door Mahogany. Deze blijkt niet uit lust te moorden, maar om een aantal wezens te voeden die zo afgeschermd blijven van de maatschappij. Tot zijn grote schrik ziet Leon vervolgens dat Maya naar hem op zoek is gegaan en in de trein is gestapt waar Mahogany in zit. Bewapend met mes en vleeshaak weet hij zelf ook binnen te komen om te proberen zijn vriendin te beschermen, maar daarmee gaat hij een bestemming tegemoet die hij zelf nooit had kunnen verzinnen.

## Rolverdeling
- Bradley Cooper - Leon
- Brooke Shields - Susan Hoff
- Nora - Erika Sakaki
- Roger Bart - Jurgis
- Vinnie Jones - Mahogany
- Leslie Bibb - Maya

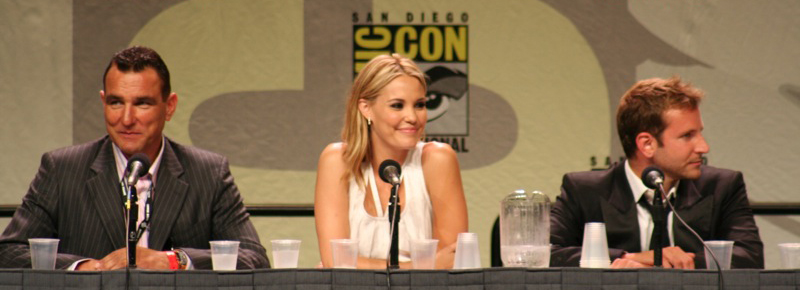
V.l.n.r. hoofdrolspelers Jones (Mahogany), Bibb (Maya) en Cooper (Leon)

- Barbara Eve Harris - Detective Lynn Hadley
- Peter Jacobson - Otto
- Stephanie Mace - Leigh Cooper
- Ted Raimi - Randle Cooper
- Dan Callahan - Troy Taleveski
- Earl Carroll - Jack Franks
- Quinton 'Rampage' Jackson - Guardian Angel
- Don Smith - Spooragent

## Achtergrond

### Productie
Patrick Tatopoulos zou oorspronkelijk de regisseur van de film worden. Hij wilde de film in 2005 opnemen in New York en Montreal. De productie kwam toen echter niet van de grond en Tatopoulos verliet in 2006 het project. Ryuhei Kitamura verving hem als regisseur. Vanwege de kosten voor het filmen in New York, werd de locatie van het verhaal verplaatst Los Angeles.
De soundtrack van de film is geproduceerd door Justin Lassen en uitgebracht door Lakeshore Records.

### Notities
- Jones (Mahogany) speelt een hoofdrol, maar heeft niet meer dan één woord tekst in de gehele film.
- Verschillende schilderijen in Hoffs galerie zijn gemaakt door schrijver Barker
- Het symbool aan detective Lynn Hadley's ketting is hetzelfde als dat van Mahogany's ring

### Uitgave en ontvangst
De geplande première van de film was op 18 mei 2008, maar die datum werd niet gehaald. De première viel uiteindelijk op 19 juli 2008 op het Festival de Gérardmer.
De film werd grotendeels positief ontvangen door critici. Op Rotten Tomatoes scoort de film 70% aan goede beoordelingen.